# James Reiskimmer
James Riskinner o Reiskimmer fue un corsario inglés del siglo XVII que operó desde la isla de Providencia contra la navegación española a fines de la década de 1630. Teniente en el barco Warwick, entonces parte de una flota bajo el mando de Nathaniel Butler, más tarde participó en una expedición corsaria bajo el mando de Butler entre mayo y septiembre de 1639.
Según el diario de Nathanial Butler, el padre de James, el capitán Nicholas Reiskimmer, fue nombrado gobernador de Association Island (Isla Tortuga), pero murió poco después de llegar allí.
Durante el viaje de cuatro meses, Riskinner fue elegido para suceder a su excapitán Nicholas Roope, quien murió después de abandonar la isla de Providencia. Sin embargo, debido a que no estaban familiarizados con las aguas del Caribe y a la poca experiencia en rastrear barcos españoles, Riskinner y los demás no tuvieron éxito y la expedición regresó a la isla de Providencia en septiembre de 1639.
Sin embargo, Riskinner continuó buscando barcos mercantes españoles y capturó cuatro barcos españoles antes de su regreso a Inglaterra al año siguiente con un botín de plata, oro, diamantes, perlas y joyas.